# Episodi di Raccontami (seconda stagione)
La seconda e ultima stagione della serie televisiva italiana Raccontami, dal titolo Raccontami Capitolo II e formata da 26 episodi, è andata in onda in prima serata su Rai 1. La prima puntata è andata in onda domenica 12 ottobre 2008. L'ultima puntata è andata in onda giovedì 4 dicembre 2008. La serie è stata trasmessa anche su Rai Premium.
| nº | Titolo                                     | Prima TV Italia  |
| -- | ------------------------------------------ | ---------------- |
| 1  | I misteri di via Bodoni                    | 12 ottobre 2008  |
| 2  | Pazzie d’amore e di calcina                | 12 ottobre 2008  |
| 3  | Sacro e profano                            | 13 ottobre 2008  |
| 4  | A casa nostra                              | 13 ottobre 2008  |
| 5  | La congiuntura                             | 19 ottobre 2008  |
| 6  | Le bruciature del cuore                    | 19 ottobre 2008  |
| 7  | Il regalo di Natale                        | 21 ottobre 2008  |
| 8  | Il botto di Capodanno                      | 21 ottobre 2008  |
| 9  | Lavori in corso                            | 28 ottobre 2008  |
| 10 | La notte del Piper                         | 28 ottobre 2008  |
| 11 | Il lavoro nobilita l'uomo e anche le donne | 4 novembre 2008  |
| 12 | L'odore dei soldi                          | 4 novembre 2008  |
| 13 | Il viaggio                                 | 11 novembre 2008 |
| 14 | Il segreto di Rocco                        | 11 novembre 2008 |
| 15 | La verità fa male                          | 13 novembre 2008 |
| 16 | Tutto cambia                               | 13 novembre 2008 |
| 17 | Ritornerai                                 | 18 novembre 2008 |
| 18 | 48 ore                                     | 18 novembre 2008 |
| 19 | I tormenti del giovane Ernesto             | 20 novembre 2008 |
| 20 | I pugni in tasca                           | 20 novembre 2008 |
| 21 | Tutti dicono I love you                    | 25 novembre 2008 |
| 22 | Ma che colpa abbiamo noi                   | 25 novembre 2008 |
| 23 | Isola nella corrente                       | 27 novembre 2008 |
| 24 | Una nota in chiave di basso                | 27 novembre 2008 |
| 25 | È la pioggia che va...                     | 4 dicembre 2008  |
| 26 | E ritorna il sereno                        | 4 dicembre 2008  |

## I misteri di via Bodoni
- Diretto da:
- Scritto da:

### Trama
Nel 1964 due nuove presenze mettono in subbuglio la famiglia Ferrucci. Una è la neonata figlia di Andrea e Francesca e l'altra è un misterioso ragazzo di nome Rocco. È arrivato dalla Grecia, assieme a sua sorella Maria, una bambina che non parla, con l'intenzione di uccidere Luciano. Ma anche se all'ultimo non riesce a compiere quel gesto la sua apparizione lascia inquiete le donne di casa. Anna chiede al suo vecchio amico, il maresciallo Mollica di indagare su quel misterioso ragazzo. Ma, altrettanto misteriosamente, il maresciallo non si presenta all'appuntamento con Anna e dimentica il suo cappello d'ordinanza da padre Negoziante con il quale era andato a conferire su quella faccenda. Intanto riappare Livio Sartori, il nemico giurato di Luciano, più aggressivo che mai e deciso a vendicarsi di Luciano. Prosegue nell'episodio successivo.

## Pazzie d'amore e di calcina
- Diretto da:
- Scritto da:

### Trama
Rocco invece sembra aver rinunciato alla sua vendetta e si è fatto convincere da padre Negoziante a tornare da dove è venuto. Ma con un colpo di testa improvviso si fa appositamente arrestare. E mentre lui viene portato in galera, sua sorella viene accolta in un convento di suore. La stessa notte Titti incontra di nuovo Guido, il ragazzo che ama, tornato dopo un anno dall'America e senza sua moglie Caroline. Nel frattempo Anna si fa portare dal suo fidanzato in vacanza a San Donato dove guarda caso c'è la caserma dello scomparso Mollica, decisa più che mai a far luce sulla misteriosa scomparsa del maresciallo. Riesce ad introdursi di nascosto nella caserma e a scoprire che il maresciallo è stato radiato dall'arma per indegnità morale. Ma viene a sua volta scoperta e trattenuta con gravi accuse.

## Sacro e profano
- Diretto da:
- Scritto da:

### Trama
La moglie di Guido, Caroline, torna a Roma con la notizia che è in attesa di un bambino. Questo impedisce la possibilità di un riavvicinamento del ragazzo con Titti che si lascia convincere da Ernesto, mite compagno di studi, a legarsi con lui in una unione intellettuale e annuncia quell'inatteso fidanzamento alla famiglia. La casa di Guido e Caroline intanto è ultimata e Andrea vorrebbe trovare anche per la sua famiglia un appartamento in un quartiere signorile. A proporglielo è Sophia che lo avvicina al circolo del tennis senza che il ragazzo sospetti il suo legame con Livio Sartori, nemico giurato di suo padre e deciso a fare di Andrea quello che non è riuscito a fare di Luciano. Così deciso e sicuro di sé da scommettere con l'assessore Mintrucchi sulla riuscita del suo piano.

## A casa nostra
- Diretto da:
- Scritto da:

### Trama
Se vincerà, otterrà l'edificabilità del terreno che ha comprato. Proprio il terreno dove sorge la borgata abusiva in cui è tornato a vivere Rocco con sua sorella Maria. Ma il piano di Sartori per il momento subisce uno stop. Luciano infatti annuncia ad Andrea e Francesca di aver comprato per loro la casa dove abitava il maresciallo Mollica. Sulla cui sorte solo Anna e Carlo continuano a nutrire dei dubbi. Nessun dubbio invece scuote Sartori. Vincerà la scommessa e ha già pronta una nuova mossa, attirare Andrea in un giro di appalti pubblici.

## La congiuntura
- Diretto da:
- Scritto da:

### Trama
Andrea decide di stilare un appalto pubblico per la costruzione di una scuola. Furio, fratello di Francesca e cognato di Andrea incontra al bar della famiglia Dentici una giovane e bella ragazza, di cui si innamora: Italia. Questa viene presa al servizio della famiglia Ferrucci. La giovane però, non sembra andar a genio a nonna Innocenza, decana della famiglia. La nonna ha ragione, infatti Italia è una ladra, che fugge lasciando il lavoro e il fidanzato Furio. Titti continua l'amicizia universitaria con Ernesto, un ottimo studente promesso avvocato. Titti scopre che Rocco è il figlio di un commilitone del padre.

## Le bruciature del cuore
- Diretto da:
- Scritto da:

### Trama
Luciano va alle baracche, complesso di casette dove vive anche Rocco. Cerca di instaurare un discorso con il giovane, ma viene subito bloccato da un incendio che divampa tra le povere abitazioni. I due vengono portati in ospedale, mentre Maria viene affidata alle cure amorevoli della famiglia Ferrucci. Il giorno della dimissione dall'ospedale, Luciano propone a Rocco di vivere nel suo scantinato, ma Rocco declina l'invito e torna a vivere nella baracca con sua sorella Maria.

## Il regalo di Natale
- Diretto da:
- Scritto da:

### Trama
Arriva il Natale 1964 in casa Ferrucci. Carlo riceve un regalo magnifico: la visita del suo amico del cuore Marco, che si è trasferito in Inghilterra. Nella notte di Natale nasce anche il figlio di Guido e Caroline, il piccolo Gregorio. Luciano convince gli abitanti delle baracche a costruirsi abitazioni in muratura. Sartori informa Luciano che l'appalto che ha ricevuto Andrea è truccato. Così facendo, mentre casa Ferrucci si prepara al cenone di Natale, Luciano e Andrea fanno una brusca litigata davanti ai commensali. Andrea, decide di trovare conforto in Sophia e nel circolo del tennis.

## Il botto di Capodanno
- Diretto da:
- Scritto da:

### Trama
La famiglia Ferrucci brinda al nuovo anno 1965 senza Luciano né Andrea. Mollica viene ritrovato nel Tevere e viene rinchiuso in un ospedale psichiatrico per volte del Sifar. Marco sembra l'unico che riesce a parlare con Maria. Sarà proprio la piccola a confidargli che l'incendio delle baracche è staro provocato da Ettore Persichetti.

## Lavori in corso
- Diretto da:
- Scritto da:

### Trama
A casa Ferrucci arriva un nuovo personaggio: Mafalda, una giovane di origini settentrionali. Questa, viene affidata in un primo momento a padre Negoziante come perpetua nella chiesa. La giovane si rivelerà un'inetta pasticciona, e perciò padre Negoziante le affiderà a nonna Innocenza e a Elena, che la faranno lavorare in casa loro e le insegneranno a pulire, cucire e cucinare. I rapporti tra Andrea, e suo padre Luciano sono tesissimi. Andrea continua con la costruzione della scuola, mentre Luciano costruisce la sala da ballo del Piper, e prende con la sua squadra di costruzioni anche Rocco. Il giovane prende lezioni da Titti. Sartori trama contro Luciano, e chiede a Rocco di provocare un'esplosione nel nuovo locale con un ordigno pericoloso.

## La notte del Piper
- Diretto da:
- Scritto da:

### Trama
Il grande giorno è arrivato. Il Piper apre le sue porte a tutti, infatti nella grande sala da ballo ci sono tanti giovani, ma anche la famiglia Ferrucci al completo, Rocco, Sartori, la sua ex moglie Eliana, Mafalda, Guido e Caroline. Il piano di Sartori di creare un incendio-esplosione è fallito. Infatti Rocco desiste dal piano di Sartori, riconquistando la fiducia di Luciano. Andrea avrà una sorpresa alla fine della serata: la sua Giulia nuova di zecca viene rubata.

## Il lavoro nobilita l'uomo e anche le donne
- Diretto da:
- Scritto da:

### Trama
A seguito della riforma delle classi miste del 1963, Carlo si ritrova a condividere il suo banco con una bambina di nome Nicola. Francesca continua a fare la maestra nella classe differenziale, dove studia anche Maria, sorella di Rocco. La scuola partecipa ad un concorso d'arte che viene vinto da Maria. Perché la classe differenziale non poteva partecipare al concorso, Francesca viene licenziata dal preside. Rocco, venuto a sapere che la sorella frequenta la classe differenziale, la ritira dalla scuola. Il giovane greco, verrà preso a lavorare nel cantiere di Andrea, sotto consiglio di Luciano.

## L'odore dei soldi
- Diretto da:
- Scritto da:

### Trama
Per Andrea, le cose al cantiere non vanno per il meglio. L'elevato costo dei materiali lo portano ad ampliare il credito e a fare numerose richieste ai suoi operai. Questi, decidono infine, con il consiglio di Rocco, di lavorare il doppio e senza stipendio, fino a quando non arriverà il credito dalla banca. Elena ormai è divenuta una donna in carriera. La donna infatti, lavora nella boutique di Marcocci, e ne risolleva le sorti finanziarie. Il lavoro di Furio va a gonfie vele. Infatti, la sua fidanzata Italia gli porta ogni giorno auto da riverniciare, ma un giorno in officina arriva anche la Giulia di Andrea. Furio capisce che in realtà Italia è una ladra.

## Il viaggio
- Diretto da:
- Scritto da:

### Trama
Titti, contro il volere dei genitori, vuole conoscere Don Milani, e fa l'autostop per raggiungerlo. A dargli un passaggio in auto sarà Caroline, che fugge con il figlioletto. Purtroppo Titti non arriverà mai da Don Milani e, peggio ancora si troverà a fare da madre, per qualche ora al figlio di Caroline, che è fuggita nella notte. Al posto di Titti, sarà Luciano, che per cercarla andrà fino da Don Milani, con cui si confiderà. Il parroco, gli darà tanti buoni consigli sul come affrontare i problemi familiari. Marcocci vende il negozio a Perini, che darà filo da torcere ad Elena. Quest'ultima, a malincuore sarà costretta ad abbandonare il suo amato lavoro.

## Il segreto di Rocco
- Diretto da:
- Scritto da:

### Trama
La banca non concede il credito ad Andrea, così da mettere il giovane alle strette. Questo riuscirà a pagare i debiti e gli stipendi solo con l'aiuto del padre e la vendita dell'Alfa Romeo Giulia, a cui tiene molto. La tensione all'interno del cantiere è arrivata alla stelle, cosicché Andrea e Rocco vengono alle mani. Andrea scoprirà, da delle vecchie foto di Luciano, che Rocco è il figlio illegittimo di suo padre. Elena, seguendo il figlio, scopre anche lei questa verità celata.

## La verità fa male
- Diretto da:
- Scritto da:

### Trama
Elena è sconcertata dalla scoperta fatta poco prima. Adesso, sa bene che Luciano ha un figlio illegittimo. Dopo aver parlato di questo con padre Negoziante, parte con Marcocci. Questa farà la sarta su un set cinematografico a Pescocostanzo. Il suo rapporto con il marito è in bilico e, il piccolo Carlo si preoccupa per il matrimonio dei genitori. Durante l'assenza della madre, trascorrerà del tempo dall'amico Marco in Inghilterra. Andrea rivela quello che ha scoperto a Sophia. La donna riporta le parole di Andrea a Sartori. Il giovane, infatti, non sa che i due sono affiatati confidenti.

## Tutto cambia
- Diretto da:
- Scritto da:

### Trama
Elena sul set di Pescocostanzo conosce Morigi, un fotografo che le fa la corte. Luciano parte con Mafalda alla volta di Castrocaro, alla selezione di voci nuove. La giovane in un primo momento sarà una frana, ma i giudici le danno un'altra possibilità. Anna e Pietro riescono a sottrarre il maresciallo Mollica dalla clinica psichiatrica dove era rinchiuso. Per alcuni giorni, il maresciallo, un po' scosso, vivrà nello scantinato con la supervisione di Luciano. Quest'ultimo, in seguito verrà accolto in casa e vivrà momenti di tensione con nonna Innocenza, che però poi lo accetterà e gli vorrà un gran bene. Intanto egli se ne va lasciando una lettera poetica ad Anna.

## Ritornerai
- Diretto da:
- Scritto da:

### Trama
Mafalda vince il concorso a Castrocaro. Luciano trova la moglie tra le braccia di Morigi. I due finalmente si dicono tutto, l'uno dell'altra e liberati tornano a casa insieme. Andrea è sempre nei guai. A causa della carenza monetaria si trova a chiedere aiuto a Sophia, che a sua volta viene guidata come un burattino da Sartori, il quale, furbo e malefico fa cadere per l'ennesima volta Andrea in una delle sue trappole.

## 48 ore
- Diretto da:
- Scritto da:

### Trama
Casa Ferrucci è caduta in un profondo clima di depressione. Nonna Innocenza fa finta di non sentirsi bene e non vuole alzarsi dal letto. Anna continua a prendere pillole calmanti e antidepressive. Carlo torna dall'Inghilterra con idee progressiste e, non vuole neanche farsi tagliare i capelli dalla madre e dalla nonna. Intanto, si ritrova a fare l'esame di quinta elementare e, ad abbandonare l'odiosa maestra Pucci. Terenzi, dopo essere stato mentito da Anna, sulla questione del maresciallo Mollica, rompe il fidanzamento. Rocco, su consiglio di Sartori parte per la Germania con Maria. Luciano, si reca da Rocco per dirgli che la pratica per il riconoscimento è avviata, ma trova solo una baracca vuota.

## I tormenti del giovane Ernesto
- Diretto da:
- Scritto da:

### Trama
Ernesto è tormentato dal cuore. Pensa che se Rocco non fosse il fratello di Titti, lei lo possa sposare. Così il giovane, affretta i tempi del matrimonio e a casa Ferrucci si festeggia il fidanzamento dei due. Lo stesso Ernesto, lavora nello studio di Terenzi, dove arriva la lettera in cui si afferma che Rocco non è il figlio Luciano, ma di Livio Sartori. Rocco intanto, viene arrestato per sabotaggio all'acquedotto dello stesso Sartori. Furio esce dalla prigione e, ad aspettarlo in città c'è una bella sorpresa. Suo padre ha dovuto vendere l'officina per gli ingenti debiti a Italia e alla famiglia Dentici, che ne hanno fatto una meravigliosa coiffeur per signore. Italia, fa tornare il sorriso sul viso di Furio regalandogli un taxi rubato.

## I pugni in tasca
- Diretto da:
- Scritto da:

### Trama
Sartori, saputo che Rocco è suo figlio, ritira la denuncia. Questo esce di prigione e può riabbracciare Maria e Titti. A quest'ultima fa la proposta di fuggire insieme, ma lei non se la sente e si separano di nuovo. Andrea finalmente inaugura il suo asilo, ma l'atmosfera viene turbata dall'arrivo di Sartori. I Ferrucci sono indissolubilmente legati a lui per il subappalto: Andrea e Luciano, per questo, entrano nuovamente in conflitto.

## Tutti dicono I love you
- Diretto da:
- Scritto da:

### Trama
Marco convince la mamma a tornare in Italia per consentirgli di stare vicino a Maria. Maddalena persuade Rocco a lasciare che la sorellina si trasferisca da loro. È la bambina stessa, che finalmente fa sentire al fratello la sua voce, a comunicargli che vuole restare con l'amico Alla stazione delle corriere Rocco trova ad aspettarlo Titti, che all'ultimo momento decide di seguirlo e partire con lui per Torino, incurante della disperazione in cui sta gettando la sua famiglia. Elena e Luciano, infatti, scoprendo la fuga della figlia, non riescono a darsi pace per il suo gesto sconsiderato. Intanto Anna riesce a far confessare all'attrice di essere stata a suo tempo ingaggiata per infangare il nome di Mollica. Ludovico, insospettito dall'assenza della fidanzata il giorno della laurea di Titti, parte per andare a prenderla, ma la ragazza sembra scomparsa nel nulla.

## Ma che colpa abbiamo noi
- Diretto da:
- Scritto da:

### Trama
Anna è infatti stata rinchiusa dagli agenti del Sifar, insieme a Mollica, all'interno di una delle tombe del set. Seguendo gli indizi l'avvocato riesce a salvare entrambi. Tra Anna e Terenzi torna finalmente il sereno. La verità viene infine a galla e il Maresciallo può così essere riabilitato e indossare di nuovo la divisa di cui è tanto fiero. Ernesto, intanto, improvvisa un discorso ad una riunione di partito per sostituire l'assente Terenzi: è l'inizio della sua carriera di politico. Andrea non può più aspettare ed è costretto a rivelare al padre la verità sul sub appalto a Sartori. È la rottura definitiva tra padre e figlio. Luciano scioglie la società, Andrea non ne farà più parte.
Arriva il 1966 e I pochi Ferrucci rimasti si trovano da soli davanti alla TV in silenzio.

## Isola nella corrente
- Diretto da:
- Scritto da:

### Trama
Francesca scopre che il terreno su cui Andrea costruirà per Sartori è di Sophia, e in preda alla gelosia lo caccia di casa. Ed è proprio a casa di Sophia che Francesca trova il marito. Vedendo confermati i suoi sospetti, scappa via sconvolta. A nulla valgono le suppliche di Andrea. Le valigie che trova fuori dall'uscio al suo rientro gli annunciano che il suo matrimonio è finito. Anche Italia lascia Furio. La ragazza è finalmente libera di puntare a quello che è da tempo il suo vero obiettivo: Antonio. Una tragedia intanto sconvolge la vita di Guido. L'auto su cui viaggia Caroline viene coinvolta in un incidente mortale, lasciando Guido solo in preda al dolore e ai rimorsi. Elena decide di andare a cercare Titti per convincerla a tornare a casa. Al suo arrivo a Torino, scopre che Titti si sta laureando. Il loro incontro è molto doloroso, ma l'amore vince sulle incomprensioni ed Elena riparte per Roma, lasciando la figlia libera di vivere le sue scelte. Titti in realtà ha una forte nostalgia di casa, e inizia a nutrire dei dubbi sulla sua vita con Rocco, fatta di mezze bugie e sotterfugi.

## Una nota in chiave di basso
- Diretto da:
- Scritto da:

### Trama
Nel frattempo Sophia, spinta da Sartori, è diventata l'amante di Andrea. Mezzamanica abbandona la Ditta Ferrucci, destinata inevitabilmente al fallimento. Luciano decide che è giunto il momento di agire nel tentativo almeno di ricomporre la sua famiglia, e chiede a Sophia di lasciare libero il figlio. La ragazza, con un espediente, attira Andrea al circolo e si fa vedere da lui mentre bacia Sartori; il ragazzo capisce finalmente di essere stato vittima di un raggiro.

## È la pioggia che va...
- Diretto da:
- Scritto da:

### Trama
Dopo aver scoperto il raggiro di cui è stato vittima, Andrea chiude definitivamente i suoi rapporti con Sartori. Il giovane Ferrucci torna a lavorare con Luciano, che lo accoglie a braccia aperte, e a vivere con i genitori in attesa del perdono di Francesca che, contrariamente a quello del padre, ancora non sembra destinato ad arrivare. Mentre il matrimonio di Andrea naufraga, un altro va invece in porto: Antonio ha chiesto infatti ad Italia di sposarlo e a dispetto dell'incredulità e della contrarietà dei futuri suoceri, Italia diventa la nuova Signora Dentici. Titti intanto scopre che Rocco ha aperto e cestinato una lettera di Guido a lei indirizzata, senza fargliene menzione. È la goccia che fa traboccare il vaso. Dopo una discussione dai toni molto accesi, rientrando in casa, Rocco la trova vuota. Titti è tornata a Roma, dove finalmente può riabbracciare la sua famiglia.

## E ritorna il sereno
- Diretto da:
- Scritto da:

### Trama
Ma proprio quando sembra che per i Ferrucci ogni tassello stia riprendendo il suo posto, una raccomandata riporta Luciano bruscamente con i piedi per terra: Sartori intima l'immediato rientro del credito richiesto per la costruzione dell'asilo. Luciano non ha altra scelta che tornare a lavorare con Sartori. Ma non come suo socio. Piuttosto che legare il proprio nome a quello dell'ex commilitone, Luciano preferisce tornare a fare il manovale. Ma finirà davvero così?